# داود يوسف
داود يوسف محمد جاسم (مواليد 10 سبتمبر 1985) سباح بحريني متخصص في سباقات السباحة الحرة ومثل البحرين في أولمبياد سيدني 2000 حيث كان حامل العلم في حفل الافتتاح.
يوسف تنافس فقط في سباق السباحة الحرة للرجال 100 متر وهو يبلغ من العمر 15 عاما في أولمبياد سيدني 2000. تحدى ستة سباحين آخرين بما في ذلك اللبناني راجي إده البالغ من العمر 15 عاما. احتل المركز الأخير بزمن قدره 1:02:45 دقيقة بفارق 9 ثواني عن المتصدر العاجي غريغوري أركورست ونتيجة لذلك فشل يوسف في المضي قدما إلى الدور النصف النهائي واحتل في نهاية الأمر المركز 70 من أصل 71 متنافسا.
في عام 2010 تم تكريم يوسف من قبل المؤسسة العامة للشباب والرياضية.

## روابط خارجية
- داود يوسف على موقع أوليمبيديا (الإنجليزية)